# Speedball (droga)

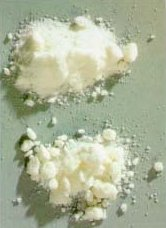
Cocaína en polvo

La bola rápida[cita requerida], también llamada bola de poder[cita requerida] o en inglés speedball es el término con el que comúnmente se conoce al uso combinado de heroína y cocaína en una misma jeringa para posteriormente usarla por vía intravenosa. También pueden ponerse las dos sustancias (heroína sin refinar y sulfato de cocaína en este caso) en papel de aluminio y, mediante un cilindro de metal, fumar la mezcla. La cocaína actúa como un estimulante mientras que la heroína actúa como un depresor. La administración conjunta provoca una ráfaga de euforia en un grado que combina ambos efectos, disminuyendo además efectos adversos como la ansiedad y la sedación.
Los efectos de la cocaína se disipan más deprisa que los de la heroína. La muerte por insuficiencia respiratoria aguda es la causa más común de muerte, generada en el momento en que desaparece el efecto estimulante de la cocaína y se manifiestan los efectos puros de la heroína. Esto ocurre ya que estando presente la cocaína en sangre se tolera más la heroína debido a que contrarresta el efecto sedante, por lo que no se sabrá si alguien se ha inyectado una sobredosis de heroína hasta que desaparezcan los efectos de la cocaína. Sucede lo mismo con la combinación de cocaína y alcohol: si alguien consume cocaína estando ebrio los efectos del alcohol parecen esfumarse, por lo que es habitual que la persona en cuestión vaya incrementando la dosis de dicho depresor hasta alcanzar el nivel del coma etílico, que se presenta al desaparecer el corto efecto de la cocaína. 
En general, el consumo combinado de ambas drogas se realiza de manera recreativa aprovechando el uso de cocaína para evitar el efecto sedante de la heroína. La mezcla de un depresor con un estimulante, ambos de gran potencial, provoca un estado de euforia, placer, estupor y alteración general del sistema nervioso. Esto también provoca descontrol y descoordinación psicomotriz, con riesgo de coma, excitación desmesurada y muerte. Pueden presentarse cuadros delirantes paranoides, así como depresiones de gran intensidad y alucinaciones auditivas, sensoriales y visuales.

## Personajes famosos que han muerto por sobredosis
- Brad Renfro
- Philip Seymour Hoffman[3]
- Jean-Michel Basquiat,[4] aunque algunas fuentes dicen que su muerte se limitó al uso de heroína.[5]
- John Belushi[4]
- Chris Farley,[4] aunque algunas fuentes refieren que la muerte fue provocada por el uso combinado de cocaína y morfina[6]
- Zac Foley[7]
- David Gahan: aunque no murió, permaneció en estado cataléptico durante 4 minutos en el hospital donde lo atendían debido a una speedball.[8]
- Lowell George[9]
- Mitch Hedberg[10]
- Brent Mydland[11]
- River Phoenix
- Eric Show[12]
- Hillel Slovak
- Layne Staley[13]
- Ken Caminiti
- Randy Taylor
- Chris Kelly (cantante del dúo Kris Kross)